# Maruša Sevšek
Maruša Sevšek (* 12. Februar 1995 in Ljutomer) ist eine slowenische Fußballspielerin.

## Leben
Sevšek wurde Ljutomer geboren und besuchte hier das renommierte Gimnazija Franca Miklošiča Ljutomer. Derzeit besucht sie neben ihrer aktiven Fußballkarriere das renommierte Sportgymnasium Športna zveza Velenje.

### Karriere

#### Verein
Sevšek startete ihre Karriere mit dem ŽNK Velenje und durchlief sämtliche Jugendmannschaften bis zur D-Jugend. Aus der D-Jugend von Velenje, wechselte sie 2009 in die Seniorenmannschaft des ŽNK Rudar Skale. Sie gab am 9. Mai 2010 im Alter von 15 Jahren ihr Seniordebüt im Heimspiel gegen ŽNK HV TOUR Slovenj Gradec in der 1. ženska liga, der höchsten slowenischen Spielklasse.

#### Nationalmannschaft
Sevšek wurde im Mai zur Mannschaftskapitänin der U-19 Nationalmannschaft Slowenien's von Nationaltrainer Milenko Ačimovič ernannt. Nach guten Leistung unter Ačimovič, wurde sie im September 2013 in die Slowenische Fußballnationalmannschaft der Frauen berufen.